# The Grudge 3
Pour les articles homonymes, voir Grudge.
Série The Grudge
The Grudge 2
(2006) The Grudge
(2020)
Pour plus de détails, voir Fiche technique et Distribution.
The Grudge 3 ou Rage Meurtrière 3 au Québec est un film d'horreur américano-japonais, réalisé par Toby Wilkins avec Johanna Braddy sorti directement en vidéo en 2009. C'est le troisième et dernier volet de la trilogie The Grudge et la suite de The Grudge 2, sorti en 2006.
Il met en scène une jeune femme japonaise, qui détient le secret qui pourrait mettre fin à la malédiction des Saeki. Elle voyage jusqu'à Chicago où elle rencontre, dans un immeuble, une famille qui se bat pour survivre aux fantômes des Saeki, qui hantent celui-ci.

## Synopsis
« La malédiction de celui qui meurt en proie à une puissante colère se manifeste dans les endroits où ce dernier a vécu. Ceux qui y sont confrontés meurent et la malédiction se perpétue. Ceux qui y survivent, seront anéantis par sa fureur. Les survivants emmèneront la malédiction avec eux... Jusqu'à ce qu'elle renaisse. »
Dans un hôpital psychiatrique, Jake Kimble est incarcéré une cellule capitonnée. Il se plaint à son médecin, Francine Sullivan, que si elle le laisse seul, alors elle (Kayako) viendra le tuer. Sullivan lui dit qu'il est là pour sa propre protection et qu'il y sera en sécurité. Elle s'excuse auprès de lui et s'en va, lui disant qu'elle reviendra plus tard. Jake reste assis tranquillement pendant plusieurs instants mais est effrayé lorsque les lumières commencent à clignoter et il murmure "Elle arrive". Il commence alors à entendre le râle de Kayako et essaie d'attirer l'attention des gardes de sécurité à travers la seule caméra de sa cellule. Il commence à frapper à la porte mais est attrapé par des mains pâles et projeté dans la pièce. Le Dr Sullivan, alertée par le garde, court vers sa cellule et l'ouvre seulement pour le trouver mort avec des contusions dues aux empreintes de mains de Kayako sur ses bras. La sœur de Kayako, Naoko Kawamata, est une jeune Japonaise qui apprend la mort de Jake par le biais du journal et devient inquiète. Naoko sait comment mettre fin à la rancune et voyage en Amérique, plus précisément à Chicago où s'est produit le dernier incident lié à Kayako. Elle est présentée à l'appartement de Chicago par Max Morrison, le propriétaire, et commence immédiatement à sentir la présence de sa sœur. Elle rencontre la petite sœur de Max, Rose, et elle sait que Rose peut entrer en contact avec les morts et qu'elle peut communiquer avec Toshio, le neveu de Naoko. Elle rencontre également Lisa, elles deviennent rapidement amies, et elles rencontrent d'autres résidents de l'appartement, dont Gretchen, qui est une artiste. Lisa commence à avoir peur quand elle se rend compte que sa sœur cadette Rose voit un garçon mort rôder autour de l'immeuble.
Naoko est observée dans tout l'appartement par Kayako, sa sœur. Plus tard dans la journée, Lisa rencontre Toshio, qui la fait sursauter. Lorsqu'elle lui demande ce qu'il fait dans l'appartement, Toshio disparaît, laissant Lisa perplexe. Une fille autiste, Brenda, est tuée lorsque les mains de Toshio la tirent dans sa baignoire et la noient. La nuit, Gretchen peint un portrait de Rose et quand elle se détourne, elle trouve la toile déchiquetée et dans une mare de peinture rouge qui ressemble à du sang. Le portrait de Rose se transforme brièvement en un portrait de Kayako et des empreintes de mains commencent à apparaître dans la peinture rouge et se dirigent vers Gretchen. Puis une autre des peintures de Gretchen commence à changer et à se transformer en Kayako qui rampe vers Gretchen et la tue en lui crevant les yeux et en lui arrachant la mâchoire, probablement parce que la carrière de Gretchen lui rappelle son mari, Takeo. Max découvre le corps de Gretchen et est horrifié de voir de la peinture de sang noir couler de ses yeux.
Lisa, la sœur de Max, entend parler de la malédiction et se rend compte que la mort de Kayako et les décès dans l'appartement de Chicago - y compris la mort de Jake Kimble - sont liés, et à cette fin elle rencontre le Dr Sullivan, qui l'informe de ce qu'elle a appris de Jake concernant une fille nommée Allison Fleming et une femme nommée Kayako Saeki, du Japon. Lisa reconnaît le garçon comme étant celui que Rose a vu, et à sa grande horreur, le Dr Sullivan l'informe que la famille Saeki est décédée il y a longtemps, que Takeo Saeki a tué Kayako et Toshio dans un accès de colère et de rage jalouse. Le Dr Sullivan informe également Lisa que Toshio, le garçon que Rose a vu, est également mort, et passe une vidéo de l'une de ses interviews avec Jake, qui dit au Dr Sullivan que Kayako est constamment assise entre eux et quand Jake est sur le point décrit le visage de Kayako comme "comme si elle était morte", Lisa retourne finalement à l'appartement. Le Dr Sullivan examine d'autres preuves puis descend le couloir hors de son bureau car elle aperçoit Toshio sur le moniteur. Tout semble normal pendant quelques brèves secondes jusqu'à ce que Kayako apparaisse dans le couloir. Le Dr Sullivan la reconnaît d'après ses photos et entretiens avec Jake et sort par l'autre porte du couloir, seulement pour voir Kayako apparaître devant elle dans le couloir où elle se trouve maintenant. Le Dr Sullivan crie à l'aide et frappe à plusieurs reprises à la porte, mais Kayako rattrape son retard. Kayako franchit littéralement la porte d'en face et le Dr Sullivan sent les doigts de Kayako traverser ses cheveux et toucher le côté de son visage alors qu'elle crie pour que le concierge ouvre la porte, puis soudainement Kayako saisit la tête du Dr Sullivan et lui brise la nuque, éclaboussant de sang la vitre de la porte. Plus tard dans la soirée, Lisa invite son petit ami Andy à dîner, et là, elle discute des meurtres de Saeki et de sa théorie selon laquelle les fantômes vengeurs sont dans son appartement. Andy rejette ses idées dans un premier temps, et persuade Lisa de venir à New York avec lui, mais Lisa refuse. Andy ramène Lisa à l'appartement, et plus tard, quand il part, il voit les lumières vaciller et les jambes de Toshio courir à l'étage. Il suit Toshio dans un couloir noir et voit Toshio courir devant lui dans l'obscurité. Quand Andy allume l'interrupteur, Kayako lui saute dessus et l'attrape violemment alors que la porte se ferme au son de son râle.
Plus tard, Max montre des signes de changement mental et devient violent et agressif. Il attaque vicieusement son supérieur lorsqu'il est licencié, et plus tard, son supérieur est tué par Toshio Saeki dans sa voiture en panne. Max expulse sa propre sœur Lisa après s'être mis en colère contre elle, puis il devient également agressif envers Rose et lui dit d'aller dans sa chambre. Lorsque Max s'accroupit devant la porte, ignorant Lisa qui tape dessus, il se met à trembler de manière incontrôlable comme si quelque chose le possédait. Lisa, effrayée, va demander de l'aide à Naoko et Naoko se rend compte de ce qui est arrivé à Max. Elle s'habille d'un kimono Japonais classique et commence à effectuer un exorcisme sur le bâtiment en utilisant Rose comme témoin, mais à mi-chemin, Naoko dit à Lisa que Rose doit boire le sang de Kayako, qu'elle a obtenu d'une manière ou d'une autre. Naoko supplie Rose de le boire, affirmant que "le mal partira". Lisa refuse d'avoir quoi que ce soit à voir avec ce rituel et commence à partir, seulement pour trouver son chemin bloqué par Max. Maintenant, il est révélé que Max a été possédé par l'esprit maléfique de Takeo Saeki, et il est maintenant prêt à répéter le même meurtre qu'il a commis sur Kayako. Il poursuit Naoko dans le couloir, et quand Naoko essaie de raisonner avec lui, il lui casse la jambe, alors elle doit ramper comme sa sœur Kayako l'a fait. Naoko essaie de ramper mais Max saisit un couteau à lame crantée, attrape Naoko par ses longs cheveux noirs et lui enfonce la lame dans la gorge. Pendant ce temps, l'esprit meurtrier de Kayako est de retour pour la confrontation finale, et elle poursuit Lisa et Rose à travers l'étage supérieur de l'appartement. Lisa et Rose courent se cacher dans la salle de bains et trouvent le cadavre de son petit ami Andy, mais quand elle le saisit, Andy devient Kayako et tente de l'étrangler. Rose est jetée hors de la salle de bains et la porte est verrouillée. Lisa recule et Kayako rampe tout près du visage de Lisa et prononce son râle à voix haute. Juste au moment où Kayako est sur le point de tuer Lisa, Rose boit le sang de Kayako et l'esprit maléfique de Kayako disparaît. À ce moment-là, l'esprit maléfique de Takeo est exorcisé de Max, qui, une fois revenu à la normale, est horrifié par ce qu'il a fait. Lorsqu'il est assis, plongé dans le remords et la culpabilité, dans le couloir de l'appartement, des bruits viennent de l'autre bout du couloir. La source des bruits se révèle être l'esprit de Naoko, trébuchant sur sa jambe cassée tandis que de sa gorge jaillit du sang. L'esprit de Naoko incarne désormais la malédiction renaissante causée par Max. Elle rampe jusqu'à Max et lui arrache la gorge. Maintenant, la nouvelle malédiction de Kayako hante l'appartement à la suite de la disparition de Naoko. La scène finale montre que la police et les médecins retirent les corps et Lisa dit à Rose que tout ira bien. Cependant, alors qu'elle la serre dans ses bras, Kayako apparaît, laissant le sort de Lisa et Rose incertain.

## Fiche technique
- Titre : The Grudge 3
- Titre québécois : Rage Meurtrière 3
- Réalisation : Toby Wilkins
- Scénario : Toby Wilkins, d'après Ju-on: The Grudge de Takashi Shimizu
- Photographie : Anton Bakarski
- Musique : Sean McMahon
- Montage : John Quinn
- Production : Sam Raimi et Takashi Shimizu
- Sociétés de production : Stage 6 Films et Ghost House Pictures
- Société de distribution : Columbia Pictures
- Langues originales : anglais, japonais
- Dates de sortie (direct-to-video) :
  - États-Unis : 2 mai 2009
  -  France : 2 mars 2010
- Classification :
  - Rated R aux États-Unis
  - Accord Parental en France
  - 13+ au Québec

## Distribution
- Johanna Braddy (VF : Chantal Macé ; VQ : Kim Jalabert) : Lisa
- Gil McKinney (VF : Maël Davan-Soulas ; VQ : Alexis Lefebvre) : Max
- Emi Ikehata (VF : Marie-Eugénie Maréchal ; VQ : Mélanie Laberge) : Naoko Kawamata
- Jadie Hobson (VF : Émilie Beauregard ; VQ : Ludivine Reding) : Rose
- Shawnee Smith (VF : Nathalie Karsenti ; VQ : Marika Lhoumeau) : Ann Sulivan
- Beau Mirchoff (VF : Adrien Larmande ; VQ : Nicolas Bacon) : Andy
- Matthew Knight (VF : Augustin Brat ; VQ : Gabriel Turbide) : Jake Kimble
- Marina Sirtis (VF : Déborah Perret ; VQ : Claudine Chatel) : Gretchen
- Aiko Horiuchi : Kayako Saeki
- Shimba Tsuchiya : Toshio Saeki
- Michael McCoy (VF : Tim Beranguer ; VQ : Manuel Tadros) : Praski
- Laura Giosh (VF : Céline Mauge ; VQ : Carole Chatel) : Renée
- Mihaela Nankova (VF : Manon Azem ; VQ : Aline Stepha) : Brenda

Source VF: RS Doublage
Souce VQ: Doublage Québec

## Autour du film
- Takashi Shimizu a déclaré qu'il ne désirait pas réaliser le film mais seulement le produire.
- Matthew Knight est le seul acteur à avoir repris son rôle de Jake Kimble dans ce troisième film. Tout comme Sarah Michelle Gellar dans le deuxième film, il fait une courte apparition pour faire mourir son personnage.
- Takako Fuji n'a pas repris le rôle de Kayako Saeki. Aiko Horiuchi la remplace. Takako Fuji, l'actrice des deux premiers films, apparaît seulement dans des flashbacks.
- Ohga Tanaka (nl) n'a pas repris le rôle de Toshio Saeki. Shimba Tsuchiya (en) le remplace. Yūya Ozeki, l'acteur du premier film apparaît seulement dans des flashbacks.
- L'acteur Takashi Matsuyama n'a pas repris le rôle de Takeo Saeki dans ce troisième film. Il apparaît seulement dans des flashbacks.
- Bien que le film se déroule aux États-Unis (ainsi qu'un court passage à Tokyo), le film a été tourné en Bulgarie pour des raisons économiques. Le défi pour l'équipe du film fut principalement de recréer à l'identique l'immeuble de Chicago apparaissant dans The Grudge 2. L'équipe dut également affronter les difficultés du climat local (preuve en est lorsqu'il neige lors de la scène suivant l'enterrement).
- Le film reçut aux États-Unis la mention "R-Rating" (interdit aux moins de 17 ans) "pour violences, images et langages perturbants" alors que les deux premiers films étaient "PG-13" (interdit aux moins de 13 ans). Le Comité de censure français fut cependant moins sévère et effectua la démarche inverse en ne donnant au film qu'un "accord parental" après une interdiction aux moins de 12 ans pour les deux premiers films.
- C'est le semi-échec de The Grudge 2 qui décida de faire sortir ce troisième opus directement en DVD.